# Takumu Kawamura
Pour les articles homonymes, voir Kawamura.
Takumu Kawamura (川村 拓夢, Kawamura Takumu), né le 28 août 1999 à Hiroshima, est un footballeur international japonais qui évolue au poste de milieu défensif au RB Salzbourg.

## Biographie

### Carrière en club
Né à Hiroshima au Japon, Takumu Kawamura est formé par le Sanfrecce Hiroshima, où il commence sa carrière professionnelle en championnat du Japon, promu avec l'équipe première en 2018,,.
En juin 2024, il est transféré au RB Salzbourg en championnat d'Autriche,. Il se blesse cependant peu après son arrivée, devant patienter plusieurs mois avant de faire ses débuts avec le club qui joue la ligue des champions,.

### Carrière en sélection
En mai 2023, Kawamura est convoqué pour la première fois avec l'équipe senior du Japon, devant pourtant déclarer forfait à cause de problèmes de santé.
Il honore finalement sa première sélection le 1er janvier 2024, lors d'un match amical contre la Thaïlande. Entré en jeu à la place d'Ao Tanaka, il marque un but et le Japon s'impose 5-0,,,.